# Río Huellelhue
El río Hueyelhue es un curso natural de agua chileno que nace en la llamada cordillera de los Espejos, en las faldas occidentales de la cordillera de la Costa en la Región de Los Lagos, y fluye con dirección general oeste hasta desembocar en océano Pacífico en la Caleta Huellelhue.

## Trayecto
El río inicia su trayecto al oriente de un cordón llamado cordillera de Los Espejos a unos 900 m s. n. m. y fluye hacia el noreste por unos 9 km y luego hacia el norte por otros 7 km hasta la confluencia con el oriental estero Panqueco. Desde allí, en los siguientes 17 km, gira hacia el oeste y luego al ONO hasta su junta con el río Verde. Se dirige luego por 5 km hacia el SO desde donde describe un arco y se dirige al norte. Finalmente toma dirección al oeste y tras un camino de 8 km en un valle ancho y meándrico entre tupidos bosques descarga en el mar, en Caleta Huellelhue, donde forma una especie de estuario.: 411 

## Caudal y régimen
El régimen del río es solo pluvial, con crecidas en invierno, aunque se pueden producir crecidas en cualquiera otra época dada la latitud de la hoya.: 481 

## Historia
Luis Risopatrón lo describe en su Diccionario Jeográfico de Chile de 1924:: 411 
Hueyelhue (Rio) 40° 40' 73° 40'. Procede de las alturas montuosas próximas al Pacífico, corre hácia el SW entre márjenes tortuosas, quebradas i cubiertas de árboles, con 150 m de ancho i vácia su lijero caudal en la ribera del mar, con 50 m de boca, hácia el S de la playa del lado N de la rada de Ranu, a unos 9 kilómetros al N de la caleta Cóndor. 1, VIII, p. 172; i XVIII, p. 261; 61, XXXV, p. 34 i 68; i XXXIX, mapa; riachuelo en 155, p, 320; i estero en 156; i Hueyelhué en 62, I, p. 39.